# François Claude Gosse
Pour les articles homonymes, voir Gosse.
François Claude Gosse, né le 9 juin 1760 à Contigny (Allier), mort le 18 septembre 1810, est un général de brigade de la Révolution française.

## États de service
Premier commis au bureau des impositions, il est élu lieutenant-colonel le 7 novembre 1792, commandant le 2e bataillon de volontaire de l’Allier, et il sert à l’armée du Rhin en 1792 et 1793.
Il est promu général de brigade provisoire le 23 août 1793, et le 1er janvier 1794, il est démis de ses fonctions, arrêté et incarcéré à la prison de l’Abbaye à Paris.
Libéré de prison le 13 août 1794, il est réintégré dans l’armée, mais il refuse le grade de général de brigade.
Le 16 juin 1795, la commission de la sécurité publique le recommande pour le grade de lieutenant-colonel, par le fait qu’il n’a pas commandé.
Il meurt le 18 septembre 1810.

## Sources
- (en) « Generals Who Served in the French Army during the Period 1789 - 1814: Eberle to Exelmans »
- (pl) « Napoléon.org.pl »
- Côte S.H.A.T.: 8 YD 263
- René Dulac, Les levées départementales dans l'Allier sous la révolution (1791-1796): Levée et historique des corps, Plon, Paris, 1911, p. 123.